# Хипопотам джудже
Хипопотамът джудже (Choeropsis liberiensis или Hexaprotodon liberiensis), наричан също либерийски хипопотам, е представител на семейство Хипопотамови.
Наименованието „джудже“ се дължи на по-дребния му размер спрямо обикновения хипопотам. 

## Описание
Достига едва 75 – 82 см на височина, на дължина 150 – -276 см, тегло – 180 – 274 кг. 

## Разпространение
Среща се по-рядко в някои ограничени области на Либерия, Западна Африка, Кот д'Ивоар, Гвинея и Сиера Леоне. 

## Начин на живот
Обитава влажните гори и често се крие във водата.Не се събира на стада. Цветът на кожата му е сиво-червеникав. Обикновено живее приблизително до 35 години. Хипопотамите джуджета водят усамотен начин на живот. Женските раждат два пъти в годината. След шест-месечна бременност се ражда едно бебе, теглото на което при раждането е около 4,5 – 6,2 кг. 
Оцелелите индивиди в дивата природа след човешката намеса и други причини, наброяват не повече от 2000 и затова хипопотамът джудже е вписан в Червения списък на световнозастрашените видове.